# Hydrophthalmus
Unter einem Hydrophthalmus („Wasserauge“) oder Buphthalmus („Ochsenauge“) versteht man in der Augenheilkunde einen krankhaft vergrößerten Augapfel Bulbus (Makrophthalmie), der durch einen angeborenen oder im Säuglings- bzw. Kleinkindalter vorkommenden, teils stark erhöhten Augeninnendruck verursacht wird und in Zusammenhang mit einem angeborenen Glaukom (Grüner Star) auftritt. Die Krankheit kommt ein- oder beidseitig vor, ist häufig erblich bedingt  und führt meist zur Erblindung. Namensgebend ist die Tatsache, dass sich wegen des Verschlusses der ableitenden Wege übermäßig viel Kammerwasser im Auge ansammelt.

## Klinische Zeichen

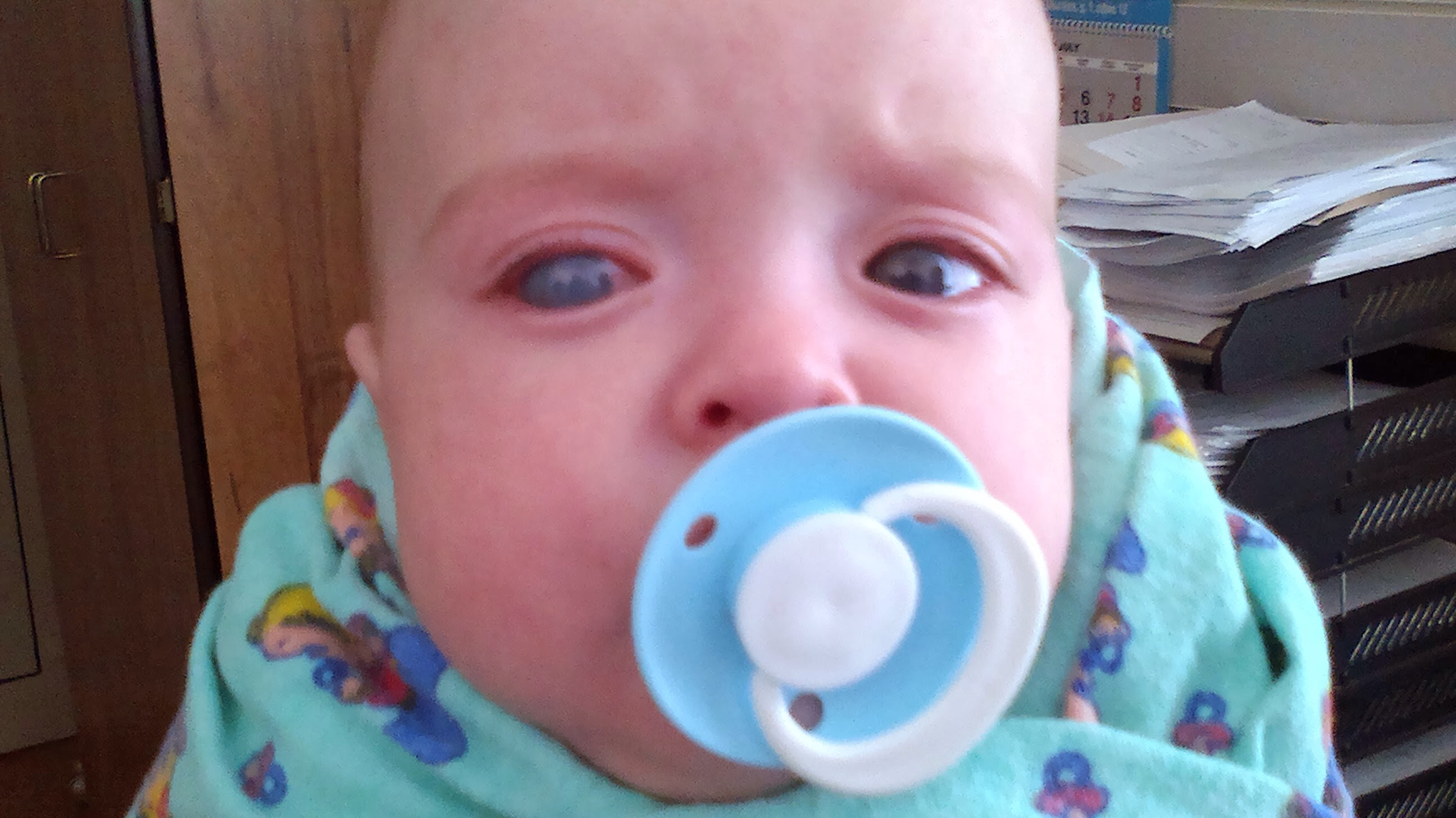
Hydrophthalmus bei einem angeborenen Glaukom

Neben den „großen Augen“ finden sich häufig weitere Anzeichen in Form von Lichtscheu und Augentränen, Blepharospasmus, Kurzsichtigkeit, Hornhauttrübungen und Descemeteinrisse, eine tiefe Vorderkammer mit Verengungen des Kammerwinkels, Irisatrophie, Entrundung der Pupille mit pathologischer Reaktion und eine bläulich durchschimmernde Uvea. Erhöhte Augeninnendruckwerte sind bis 60 mmHg möglich. Eine Dehnung der Vorderabschnitte ist bei anhaltender Drucksteigerung bis zum ersten Lebensjahr die Regel, jedoch wirkt sich diese danach wegen des eintretenden Elastizitätsverlustes der Sklera und Hornhaut ausschließlich auf den Sehnerv aus und führt entsprechend zu Papillen-Exkavation und Optikusatrophie. Bei beidseitigem Auftreten kommt es nicht selten vor, dass sich die Eltern über die „schönen großen Augen“ ihres Kindes freuen, ohne zu ahnen, dass es von Blindheit bedroht ist.

## Untersuchung
Beim geringsten Verdacht erfolgt umgehend eine Augeninnendruckmessung (Tonometrie) und die Inspektion der vorderen, mittleren und hinteren Abschnitte. Die Untersuchung wird in Narkose durchgeführt, da ansonsten die Ergebnisse häufig wenig brauchbar sind. Da die Druckwerte oft schwanken, müssen sie in Abständen überprüft werden. Es sollten anderweitige Auslöser, wie raumfordernde oder entzündliche Prozesse, entsprechend ausgeschlossen und zudem die hereditären Ursachen ermittelt werden.

## Therapie
Konservative Behandlungen sind lokal medikamentös möglich, jedoch oft wirkungslos. Insofern sind operative Interventionen die erfolgversprechendsten Vorgehensweisen. Dabei bieten sich die Verfahren der Trabekulotomie und Goniotomie an (siehe Augenoperationen).